# Anatella arnaudi
Anatella arnaudi är en tvåvingeart som beskrevs av Zaitzev 2000. Anatella arnaudi ingår i släktet Anatella och familjen svampmyggor.
Artens utbredningsområde är Alaska. Inga underarter finns listade i Catalogue of Life.